# Dropout
Pour plus de détails, voir Fiche technique et Distribution.
Dropout est un film dramatique italien réalisé par Tinto Brass et sorti en 1969.

## Synopsis
Mary (Vanessa Redgrave), épouse d'un banquier anglais désabusé, fait la connaissance d'un immigrant italien à problèmes, Bruno (Franco Nero). Au cours de leur voyage, ils rencontrent une série de laissés-pour-compte de la société : chômeurs, drogués, drag queens, alcooliques et anarchistes. Ils apprennent tous deux beaucoup de choses sur la vie au contact de ces marginaux.

## Fiche technique
- Titre original italien : Dropout[3]
- Réalisation : Tinto Brass
- Scenario : Tinto Brass, Francesco Longo (it), Roberto Lerici (it)
- Photographie : Silvano Ippoliti (it)
- Montage : Tinto Brass
- Musique : Don Fraser
- Décors : Peter Murray
- Costumes : Giuliana Serrano
- Production : Franco Nero, Vanessa Redgrave
- Société de production : Colt-Medusa-Lion Film
- Pays de production :  Italie
- Langue originale : Italien
- Format : Couleurs par Eastmancolor - 1,66:1 - Son mono - 35 mm
- Durée : 85 minutes
- Genre : Drame sentimental
- Dates de sortie :
  - France : 18 décembre 1970
  - Italie : 22 février 1971

## Distribution
- Franco Nero : Bruno
- Vanessa Redgrave : Mary
- Luigi Proietti : Aveugle
- Frank Windsor :
- Carlo Quartucci :
- Zoe Incrocci

## Production
Carlo Ponti avait initialement accepté de produire le film mais lorsqu'il s'est désisté, Brass, Nero et Redgrave ont décidé de couvrir eux-mêmes les coûts de production. Par la suite, le tournage a commencé le 1er juin 1970.
Tinto Brass joue ici le rôle du marginal et d'un patron/commerçant d'art et accro à la pornographie : il est obsédé par Vanessa Redgrave dont il compare la gestuelle à celles d'une prostituée mais elle se moque de lui en chantant ; il se venge en lui faisant un œil au beurre noir.